# Lučatín (przystanek kolejowy)
Lučatín – przystanek kolejowy znajdujący się we wsi Lučatín, w kraju bańskobystrzyckim, na linii kolejowej 172 Banská Bystrica – Červená Skala, na Słowacji.